# Président du Conseil des ministres (France)
Pour l’article homonyme, voir Président du Conseil des ministres.
En France, le président du Conseil, officiellement président du Conseil des ministres, était le chef du gouvernement sous plusieurs régimes politiques du XIXe et du XXe siècle. Depuis l'instauration de la Cinquième République, le rôle de chef du gouvernement est assuré par le Premier ministre (article 21 de la Constitution du 4 octobre 1958).

## Historique
Ce titre a été porté pour la première fois par Talleyrand en 1815 lors de la Restauration. Constitutionnellement, c'est le Roi qui préside le Conseil des ministres : le ministre « président du Conseil » le remplace en cas de nécessité. Dans la pratique, il joue déjà un rôle de premier plan puisque Louis XVIII déclare dans une lettre à Decazes en 1821 : « Ce n'est pas le Roi qui est la clef de voûte. C'est le président du Conseil ».
Le record de longévité à ce poste (9 ans, 3 mois et 17 jours — dont 6 ans, 10 mois et 20 jours en continu) est détenu par Jean-de-Dieu Soult, trois fois à la tête du gouvernement sous la monarchie de Juillet.
Le premier président du Conseil de la IIIe République est Jules Dufaure en 1876. De 1871 à 1876, le chef du gouvernement portait en effet le titre de vice-président du Conseil, le Conseil étant présidé par le président de la République (Adolphe Thiers, puis le maréchal Mac Mahon). Les élections législatives de 1876 entraînent une crise politique entre le gouvernement et le président de la République. Le poste de président du Conseil est alors créé. Il n'a rien d'officiel, les lois constitutionnelles de la IIIe République donnant la totalité du pouvoir exécutif au président de la République. Curieusement, c'est ce dernier qui continue de présider le Conseil des ministres qui se tient à l’Élysée, alors qu'un autre membre du gouvernement porte le titre de « président du Conseil des ministres » et oriente les débats. Jusqu'en 1934, le président du Conseil dut cumuler la direction du gouvernement avec un autre portefeuille ministériel puisqu'il n'avait, en tant que chef « officieux » du gouvernement, ni bureaux ni personnel. Le président du Conseil présentait au président de la République une liste de ministres issus de partis qui se coalisaient pour la circonstance (le programme était assez succinct). Cette coalition restait fragile, à la merci de la défection d'une de ses composantes sur un point particulier de la politique gouvernementale. Le ministère se présentait alors devant la Chambre des députés et le Sénat qui lui votaient la confiance. La Constitution de 1946 consacrera la création d'un poste de président du Conseil investi du pouvoir exécutif, mais précisera tout de même que « le président de la République préside le Conseil des ministres ». La Constitution de 1958 exprimera clairement la primauté du président de la République en donnant le titre de Premier ministre au chef du gouvernement et en réservant la présidence du Conseil des ministres au président de la République.
Sous le régime de Vichy, le chef du gouvernement était appelé vice-président du Conseil puis tout simplement chef du gouvernement, la présidence du Conseil des ministres étant assurée par le chef de l'État.
Le titre de vice-président du Conseil est à nouveau donné de 1926 à 1958 à certains ministres importants.

## Liste des présidents du Conseil en France
| Président                                                                               | Gouvernement      | Début                | Fin                  | Durée                      |
| --------------------------------------------------------------------------------------- | ----------------- | -------------------- | -------------------- | -------------------------- |
| Restauration (1815 - 1830)                                                              |                   |                      |                      |                            |
| Louis XVIII et Charles X, rois de France                                                |                   |                      |                      |                            |
| Charles-Maurice de Talleyrand-Périgord                                                  | I                 | du 9 juillet 1815    | au 26 septembre 1815 | 2 mois et 17 jours         |
| Armand-Emmanuel, duc de Richelieu                                                       | I                 | du 26 septembre 1815 | au 29 décembre 1818  | 3 ans, 3 mois et 3 jours   |
| Jean-Joseph, marquis Dessolles                                                          | I                 | du 29 décembre 1818  | au 19 novembre 1819  | 10 mois et 21 jours        |
| Élie, duc Decazes                                                                       | I                 | du 19 novembre 1819  | au 20 février 1820   | 3 mois et 1 jour           |
| Armand-Emmanuel, duc de Richelieu                                                       | II                | du 20 février 1820   | au 14 décembre 1821  | 1 an, 9 mois et 24 jours   |
| Joseph, comte de Villèle                                                                | I                 | du 14 décembre 1821  | au 4 janvier 1828    | 6 ans et 21 jours          |
| Jean-Baptiste, vicomte de Martignac                                                     | I                 | du 4 janvier 1828    | au 8 août 1829       | 1 an, 7 mois et 4 jours    |
| Jules, comte de Polignac                                                                | I                 | du 8 août 1829       | au 28 juillet 1830   | 11 mois et 20 jours        |
| Casimir-Louis-Victurnien, duc de Mortemart                                              | I                 | du 29 juillet        | au 30 juillet 1830   | 1 jour                     |
| Monarchie de Juillet (1830 - 1848)                                                      |                   |                      |                      |                            |
| Louis-Philippe Ier, roi des Français                                                    |                   |                      |                      |                            |
| Jacques Laffitte                                                                        | I                 | du 2 novembre 1830   | au 13 mars 1831      | 4 mois et 11 jours         |
| Casimir Perier                                                                          | I                 | du 13 mars 1831      | au 16 mai 1832       | 1 an, 2 mois et 3 jours    |
| Jean-de-Dieu Soult, duc de Dalmatie                                                     | I                 | du 11 octobre 1832   | au 18 juillet 1834   | 1 an, 9 mois et 7 jours    |
| Étienne Maurice, comte Gérard                                                           | I                 | du 18 juillet 1834   | au 10 novembre 1834  | 3 mois et 23 jours         |
| Hugues-Bernard Maret, duc de Bassano                                                    | I                 | du 10 novembre 1834  | au 18 novembre 1834  | 8 jours                    |
| Édouard Mortier, duc de Trévise                                                         | I                 | du 18 novembre 1834  | au 12 mars 1835      | 3 mois et 22 jours         |
| Achille-Charles-Victor, duc de Broglie                                                  | I                 | du 12 mars 1835      | au 22 février 1836   | 11 mois et 10 jours        |
| Adolphe Thiers                                                                          | I                 | du 22 février 1836   | au 6 septembre 1836  | 6 mois et 15 jours         |
| Louis, comte Molé                                                                       | I et II           | du 6 septembre 1836  | au 31 mars 1839      | 2 ans, 6 mois et 25 jours  |
| Jean-de-Dieu Soult, duc de Dalmatie                                                     | II                | du 12 mai 1839       | au 1er mars 1840     | 9 mois et 18 jours         |
| Adolphe Thiers                                                                          | II                | du 1er mars 1840     | au 29 octobre 1840   | 7 mois et 28 jours         |
| Jean-de-Dieu Soult, duc de Dalmatie                                                     | III               | du 29 octobre 1840   | au 18 septembre 1847 | 6 ans, 10 mois et 20 jours |
| François Guizot                                                                         | I                 | du 18 septembre 1847 | au 24 février 1848   | 5 mois et 6 jours          |
| Louis, comte Molé                                                                       | Non formé         | du 24 février 1848   | au 24 février 1848   | moins d’un jour            |
| Adolphe Thiers                                                                          | Non formé         | du 24 février 1848   | au 24 février 1848   | moins d’un jour            |
| IIe République (24 février 1848 - 2 décembre 1852)                                      |                   |                      |                      |                            |
| Gouvernement provisoire de 1848                                                         |                   |                      |                      |                            |
| Jacques Charles Dupont de l'Eure                                                        | I                 | du 24 février 1848   | au 9 mai 1848        | 2 mois et 15 jours         |
| Assemblée constituante                                                                  |                   |                      |                      |                            |
| Louis Eugène Cavaignac                                                                  | I                 | du 28 juin 1848      | au 20 décembre 1848  | 5 mois et 22 jours         |
| Louis-Napoléon Bonaparte, président du 20 décembre 1848 au 2 décembre 1852              |                   |                      |                      |                            |
| Odilon Barrot                                                                           | I et II           | du 20 décembre 1848  | au 31 octobre 1849   | 10 mois et 11 jours        |
| Alphonse Henri d'Hautpoul (de facto)                                                    | I                 | du 31 octobre 1849   | au 24 janvier 1851   | 2 mois et 24 jours         |
| Léon Faucher (de facto)                                                                 | I                 | du 10 avril 1851     | au 26 octobre 1851   | 6 mois et 16 jours         |
| Louis-Napoléon Bonaparte (de facto)                                                     | Dernier ministère | du 26 octobre 1851   | au 2 décembre 1851   | 1 mois et 6 jours          |
|                                                                                         |                   |                      |                      |                            |
| IIIe République (4 septembre 1870 - 10 juillet 1940)                                    |                   |                      |                      |                            |
| Adolphe Thiers, président du 31 août 1871 au 24 mai 1873                                |                   |                      |                      |                            |
| Jules Dufaure (vice-président du Conseil)                                               | I                 | du 19 février 1871   | au 18 mai 1873       | 2 ans, 3 mois et 5 jours   |
| Jules Dufaure (vice-président du Conseil)                                               | II                | du 18 mai 1873       | au 24 mai 1873       | 6 jours                    |
| Maréchal de Mac Mahon, président du 24 mai 1873 au 30 janvier 1879                      |                   |                      |                      |                            |
| Albert de Broglie, duc de Broglie (vice-président du Conseil)                           | I                 | du 24 mai 1873       | au 24 novembre 1873  | 6 mois                     |
| Albert de Broglie, duc de Broglie (vice-président du Conseil)                           | II                | du 26 novembre 1873  | au 18 mai 1874       | 5 mois et 24 jours         |
| Ernest Courtot de Cissey (vice-président du Conseil)                                    | I                 | du 22 mai 1874       | au 10 mars 1875      | 9 mois et 16 jours         |
| Louis Buffet (vice-président du Conseil)                                                | I                 | du 10 mars 1875      | au 23 février 1876   | 11 mois et 13 jours        |
| Jules Dufaure (vice-président du Conseil)                                               | III               | du 23 février 1876   | au 9 mars 1876       | 15 jours                   |
| Jules Dufaure (1er président du Conseil)                                                | IV                | du 9 mars 1876       | au 2 décembre 1876   | 8 mois et 23 jours         |
| Jules Simon                                                                             | I                 | du 12 décembre 1876  | au 16 mai 1877       | 5 mois et 4 jours          |
| Albert de Broglie, duc de Broglie                                                       | III               | du 17 mai 1877       | au 19 novembre 1877  | 6 mois et 2 jours          |
| Gaëtan de Rochebouët                                                                    | I                 | du 23 novembre 1877  | au 24 novembre 1877  | 1 jour                     |
| Jules Dufaure                                                                           | IV                | du 13 décembre 1877  | au 30 janvier 1879   | 1 an, 1 mois et 17 jours   |
| Jules Grévy, président du 30 janvier 1879 au 2 décembre 1887                            |                   |                      |                      |                            |
| William Waddington                                                                      | I                 | du 4 février 1879    | au 21 décembre 1879  | 10 mois et 17 jours        |
| Charles de Freycinet                                                                    | I                 | du 28 décembre 1879  | au 19 septembre 1880 | 8 mois et 22 jours         |
| Jules Ferry                                                                             | I                 | du 23 septembre 1880 | au 10 novembre 1881  | 1 an, 1 mois et 18 jours   |
| Léon Gambetta                                                                           | I                 | du 14 novembre 1881  | au 26 janvier 1882   | 2 mois et 12 jours         |
| Charles de Freycinet                                                                    | II                | du 30 janvier 1882   | au 29 juillet 1882   | 5 mois et 29 jours         |
| Charles Duclerc                                                                         | I                 | du 7 août 1882       | au 28 janvier 1883   | 5 mois et 21 jours         |
| Armand Fallières                                                                        | I                 | du 29 janvier 1883   | au 17 février 1883   | 19 jours                   |
| Jules Ferry                                                                             | II                | du 21 février 1883   | au 30 mars 1885      | 2 ans, 1 mois et 9 jours   |
| Henri Brisson                                                                           | I                 | du 6 avril 1885      | au 29 décembre 1885  | 8 mois et 23 jours         |
| Charles de Freycinet                                                                    | III               | du 7 janvier 1886    | au 3 décembre 1886   | 10 mois et 26 jours        |
| René Goblet                                                                             | I                 | du 11 décembre 1886  | au 17 mai 1887       | 5 mois et 6 jours          |
| Maurice Rouvier                                                                         | I                 | du 30 mai 1887       | au 4 décembre 1887   | 6 mois et 4 jours          |
| Sadi Carnot, président du 3 décembre 1887 au 25 juin 1894, assassiné                    |                   |                      |                      |                            |
| Pierre Tirard                                                                           | I                 | du 11 décembre 1887  | au 30 mars 1888      | 3 mois et 19 jours         |
| Charles Floquet                                                                         | I                 | du 3 avril 1888      | au 14 février 1889   | 10 mois et 11 jours        |
| Pierre Tirard                                                                           | II                | du 22 février 1889   | au 13 mars 1890      | 1 an et 19 jours           |
| Charles de Freycinet                                                                    | IV                | du 17 mars 1890      | au 18 février 1892   | 1 an, 11 mois et 1 jour    |
| Émile Loubet                                                                            | I                 | du 27 février 1892   | au 28 novembre 1892  | 9 mois et 1 jour           |
| Alexandre Ribot                                                                         | I                 | du 6 décembre 1892   | au 10 janvier 1893   | 1 mois et 4 jours          |
| Alexandre Ribot                                                                         | II                | du 11 janvier 1893   | au 30 mars 1893      | 2 mois et 19 jours         |
| Charles Dupuy                                                                           | I                 | du 4 avril 1893      | au 23 novembre 1893  | 7 mois et 19 jours         |
| Jean Casimir-Perier                                                                     | I                 | du 3 décembre 1893   | au 22 mai 1894       | 5 mois et 19 jours         |
| Charles Dupuy                                                                           | II                | du 30 mai 1894       | au 25 juin 1894      | 26 jours                   |
| Jean Casimir-Perier, président du 27 juin 1894 au 16 janvier 1895                       |                   |                      |                      |                            |
| Charles Dupuy                                                                           | III               | du 1er juillet 1894  | au 15 janvier 1895   | 6 mois et 14 jours         |
| Félix Faure, président du 17 janvier 1895 au 16 février 1899                            |                   |                      |                      |                            |
| Alexandre Ribot                                                                         | III               | du 26 janvier 1895   | au 28 octobre 1895   | 9 mois et 2 jours          |
| Léon Bourgeois                                                                          | I                 | du 1er novembre 1895 | au 23 avril 1896     | 5 mois et 22 jours         |
| Jules Méline                                                                            | I                 | du 28 avril 1896     | au 28 juin 1898      | 2 ans et 2 mois            |
| Henri Brisson                                                                           | II                | du 28 juin 1898      | au 26 octobre 1898   | 3 mois et 28 jours         |
| Charles Dupuy                                                                           | IV                | du 1er novembre 1898 | au 18 février 1899   | 3 mois et 17 jours         |
| Émile Loubet, président du 18 février 1899 au 18 février 1906                           |                   |                      |                      |                            |
| Charles Dupuy                                                                           | V                 | du 18 février 1899   | au 12 juin 1899      | 3 mois et 25 jours         |
| Pierre Waldeck-Rousseau                                                                 | I                 | du 22 juin 1899      | au 3 juin 1902       | 2 ans, 11 mois et 12 jours |
| Émile Combes                                                                            | I                 | du 7 juin 1902       | au 1er janvier 1905  | 2 ans, 6 mois et 25 jours  |
| Maurice Rouvier                                                                         | II                | du 24 janvier 1905   | au 18 février 1906   | 1 an et 25 jours           |
| Armand Fallières, président du 18 février 1906 au 18 février 1913                       |                   |                      |                      |                            |
| Maurice Rouvier                                                                         | III               | du 18 février 1906   | au 7 mars 1906       | 17 jours                   |
| Ferdinand Sarrien                                                                       | I                 | du 14 mars 1906      | au 20 octobre 1906   | 7 mois et 6 jours          |
| Georges Clemenceau                                                                      | I                 | du 25 octobre 1906   | au 20 juillet 1909   | 2 ans, 8 mois et 25 jours  |
| Aristide Briand                                                                         | I                 | du 24 juillet 1909   | au 2 novembre 1910   | 1 an, 3 mois et 9 jours    |
| Aristide Briand                                                                         | II                | du 4 novembre 1910   | au 27 février 1911   | 3 mois et 23 jours         |
| Ernest Monis                                                                            | I                 | du 2 mars 1911       | au 23 juin 1911      | 3 mois et 21 jours         |
| Joseph Caillaux                                                                         | I                 | du 27 juin 1911      | au 11 janvier 1912   | 6 mois et 15 jours         |
| Raymond Poincaré                                                                        | I                 | du 14 janvier 1912   | au 21 janvier 1913   | 1 an et 7 jours            |
| Aristide Briand                                                                         | III               | du 21 janvier 1913   | au 18 février 1913   | 28 jours                   |
| Raymond Poincaré, président du 18 février 1913 au 18 février 1920                       |                   |                      |                      |                            |
| Aristide Briand                                                                         | IV                | du 18 février 1913   | au 18 mars 1913      | 1 mois                     |
| Louis Barthou                                                                           | I                 | du 22 mars 1913      | au 2 décembre 1913   | 8 mois et 10 jours         |
| Gaston Doumergue                                                                        | I                 | du 9 décembre 1913   | au 2 juin 1914       | 5 mois et 24 jours         |
| Alexandre Ribot                                                                         | IV                | du 9 juin 1914       | au 12 juin 1914      | 3 jours                    |
| René Viviani                                                                            | I                 | du 13 juin 1914      | au 26 juillet 1914   | 1 mois et 13 jours         |
| René Viviani                                                                            | II                | du 26 juillet 1914   | au 29 octobre 1915   | 1 an, 3 mois et 3 jours    |
| Aristide Briand                                                                         | V                 | du 29 octobre 1915   | au 12 décembre 1916  | 1 an, 1 mois et 13 jours   |
| Aristide Briand                                                                         | VI                | du 12 décembre 1916  | au 17 mars 1917      | 3 mois et 5 jours          |
| Alexandre Ribot                                                                         | V                 | du 20 mars 1917      | au 7 septembre 1917  | 5 mois et 18 jours         |
| Paul Painlevé                                                                           | I                 | du 12 septembre 1917 | au 13 novembre 1917  | 2 mois et 1 jour           |
| Georges Clemenceau                                                                      | II                | du 16 novembre 1917  | au 18 janvier 1920   | 2 ans, 2 mois et 2 jours   |
| Alexandre Millerand                                                                     | I                 | du 20 janvier 1920   | au 18 février 1920   | 29 jours                   |
| Paul Deschanel, président du 18 février au 21 septembre 1920                            |                   |                      |                      |                            |
| Alexandre Millerand                                                                     | II                | du 18 février 1920   | au 23 septembre 1920 | 7 mois et 9 jours          |
| Alexandre Millerand, président du 23 septembre 1920 au 11 juin 1924                     |                   |                      |                      |                            |
| Georges Leygues                                                                         | I                 | du 24 septembre 1920 | au 12 janvier 1921   | 3 mois et 19 jours         |
| Aristide Briand                                                                         | VII               | du 16 janvier 1921   | au 12 janvier 1922   | 11 mois et 27 jours        |
| Raymond Poincaré                                                                        | II                | du 15 janvier 1922   | au 29 mars 1924      | 2 ans, 2 mois et 14 jours  |
| Raymond Poincaré                                                                        | III               | du 29 mars 1924      | au 1er juin 1924     | 2 mois et 3 jours          |
| Frédéric François-Marsal                                                                | I                 | du 8 juin 1924       | au 10 juin 1924      | 2 jours                    |
| Gaston Doumergue, président du 13 juin 1924 au 13 juin 1931                             |                   |                      |                      |                            |
| Édouard Herriot                                                                         | I                 | du 14 juin 1924      | au 10 avril 1925     | 9 mois et 27 jours         |
| Paul Painlevé                                                                           | II                | du 17 avril 1925     | au 27 octobre 1925   | 6 mois et 10 jours         |
| Paul Painlevé                                                                           | III               | du 29 octobre 1925   | au 22 novembre 1925  | 24 jours                   |
| Aristide Briand                                                                         | VIII              | du 28 novembre 1925  | au 6 mars 1926       | 3 mois et 6 jours          |
| Aristide Briand                                                                         | IX                | du 9 mars 1926       | au 15 juin 1926      | 3 mois et 6 jours          |
| Aristide Briand                                                                         | X                 | du 23 juin 1926      | au 17 juillet 1926   | 24 jours                   |
| Édouard Herriot                                                                         | II                | du 19 juillet 1926   | au 21 juillet 1926   | 2 jours                    |
| Raymond Poincaré                                                                        | IV                | du 23 juillet 1926   | au 6 novembre 1928   | 2 ans, 3 mois et 14 jours  |
| Raymond Poincaré                                                                        | V                 | du 18 novembre 1928  | au 26 juillet 1929   | 8 mois et 8 jours          |
| Aristide Briand                                                                         | XI                | du 29 juillet 1929   | au 22 octobre 1929   | 2 mois et 23 jours         |
| André Tardieu                                                                           | I                 | du 3 novembre 1929   | au 17 février 1930   | 3 mois et 14 jours         |
| Camille Chautemps                                                                       | I                 | du 21 février 1930   | au 25 février 1930   | 4 jours                    |
| André Tardieu                                                                           | II                | du 2 mars 1930       | au 4 décembre 1930   | 9 mois et 2 jours          |
| Théodore Steeg                                                                          | I                 | du 13 décembre 1930  | au 22 janvier 1931   | 1 mois et 9 jours          |
| Pierre Laval                                                                            | I                 | du 27 janvier 1931   | au 13 juin 1931      | 4 mois et 17 jours         |
| Paul Doumer, président du 13 mai 1931 au 6 mai 1932, assassiné                          |                   |                      |                      |                            |
| Pierre Laval                                                                            | II                | du 13 juin 1931      | au 12 janvier 1932   | 6 mois et 30 jours         |
| Pierre Laval                                                                            | III               | du 14 janvier 1932   | au 6 février 1932    | 23 jours                   |
| André Tardieu                                                                           | III               | du 20 février 1932   | au 10 mai 1932       | 2 mois et 20 jours         |
| Albert Lebrun, président du 10 mai 1932 au 10 juillet 1940, réélu                       |                   |                      |                      |                            |
| Édouard Herriot                                                                         | III               | du 3 juin 1932       | au 14 décembre 1932  | 6 mois et 11 jours         |
| Joseph Paul-Boncour                                                                     | I                 | du 18 décembre 1932  | au 28 janvier 1933   | 1 mois et 10 jours         |
| Édouard Daladier                                                                        | I                 | du 31 janvier 1933   | au 24 octobre 1933   | 8 mois et 23 jours         |
| Albert Sarraut                                                                          | I                 | du 26 octobre 1933   | au 24 novembre 1933  | 29 jours                   |
| Camille Chautemps                                                                       | II                | du 26 novembre 1933  | au 27 janvier 1934   | 2 mois et 1 jour           |
| Édouard Daladier                                                                        | II                | du 30 janvier 1934   | au 7 février 1934    | 8 jours                    |
| Gaston Doumergue                                                                        | II                | du 9 février 1934    | au 8 novembre 1934   | 8 mois et 30 jours         |
| Pierre-Étienne Flandin                                                                  | I                 | du 8 novembre 1934   | au 31 mai 1935       | 6 mois et 23 jours         |
| Fernand Bouisson                                                                        | I                 | du 1er juin 1935     | au 4 juin 1935       | 3 jours                    |
| Pierre Laval                                                                            | IV                | du 7 juin 1935       | au 22 janvier 1936   | 7 mois et 15 jours         |
| Albert Sarraut                                                                          | II                | du 24 janvier 1936   | au 4 juin 1936       | 4 mois et 11 jours         |
| Léon Blum                                                                               | I                 | du 4 juin 1936       | au 21 juin 1937      | 1 an et 17 jours           |
| Camille Chautemps                                                                       | III               | du 29 juin 1937      | au 14 janvier 1938   | 6 mois et 16 jours         |
| Camille Chautemps                                                                       | IV                | du 18 janvier 1938   | au 10 mars 1938      | 1 mois et 20 jours         |
| Léon Blum                                                                               | II                | du 13 mars 1938      | au 8 avril 1938      | 26 jours                   |
| Édouard Daladier                                                                        | III               | du 10 avril 1938     | au 11 mai 1939       | 1 an, 1 mois et 1 jour     |
| Édouard Daladier                                                                        | IV                | au 11 mai 1939       | du 13 septembre 1939 | 4 mois et 2 jours          |
| Édouard Daladier                                                                        | V                 | du 13 septembre 1939 | au 20 mars 1940      | 6 mois et 7 jours          |
| Paul Reynaud                                                                            | I                 | du 22 mars 1940      | au 16 juin 1940      | 2 mois et 25 jours         |
| Philippe Pétain                                                                         | I                 | du 16 juin 1940      | au 11 juillet 1940   | 25 jours                   |
| Régime de Vichy (10 juillet 1940 - 20 août 1944)                                        |                   |                      |                      |                            |
| Philippe Pétain, chef de l'État français du 11 juillet 1940 au 20 août 1944             |                   |                      |                      |                            |
| Philippe Pétain                                                                         |                   | du 11 juillet 1940   | au 17 avril 1942     |                            |
| Pierre Laval (vice-président du Conseil)                                                | V                 | du 11 juillet 1940   | au 13 décembre 1940  |                            |
| Pierre-Étienne Flandin (vice-président du Conseil)                                      | II                | du 14 décembre 1940  | au 9 février 1941    |                            |
| François Darlan (vice-président du Conseil)                                             | I                 | du 10 février 1941   | au 17 avril 1942     |                            |
| Pierre Laval (chef du gouvernement)                                                     | VI                | du 18 avril 1942     | au 17 août 1944      |                            |
| Gouvernements provisoires de la République française (3 juin 1944 - 27 octobre 1946)    |                   |                      |                      |                            |
| Charles de Gaulle, président du Gouvernement du 3 juin 1944 au 20 janvier 1946, I et II |                   |                      |                      |                            |
| Félix Gouin, président du Gouvernement du 26 janvier au 12 juin 1946, I                 |                   |                      |                      |                            |
| Georges Bidault, président du Gouvernement du 24 juin au 16 décembre 1946, I            |                   |                      |                      |                            |
| IVe République (27 octobre 1946 - 4 octobre 1958)                                       |                   |                      |                      |                            |
| Vincent Auriol, président de l'Assemblée du 3 décembre 1946 au 20 janvier 1947          |                   |                      |                      |                            |
| Léon Blum (président du gouvernement)                                                   | III               | du 16 décembre 1946  | au 22 janvier 1947   | 1 mois et 6 jours          |
| Vincent Auriol, président du 16 janvier 1947 au 16 janvier 1954                         |                   |                      |                      |                            |
| Paul Ramadier                                                                           | I                 | du 22 janvier 1947   | au 19 novembre 1947  | 9 mois et 28 jours         |
| Robert Schuman                                                                          | I                 | du 24 novembre 1947  | au 19 juillet 1948   | 7 mois et 25 jours         |
| André Marie                                                                             | I                 | du 26 juillet 1948   | au 28 août 1948      | 1 mois et 2 jours          |
| Robert Schuman                                                                          | II                | du 5 septembre 1948  | au 7 septembre 1948  | 2 jours                    |
| Henri Queuille                                                                          | I                 | du 11 septembre 1948 | au 6 octobre 1949    | 1 an et 25 jours           |
| Georges Bidault                                                                         | II                | du 28 octobre 1949   | au 24 juin 1950      | 7 mois et 27 jours         |
| Henri Queuille                                                                          | II                | du 2 juillet 1950    | au 4 juillet 1950    | 2 jours                    |
| René Pleven                                                                             | I                 | du 13 juillet 1950   | au 28 février 1951   | 7 mois et 15 jours         |
| Henri Queuille                                                                          | III               | du 10 mars 1951      | au 11 juillet 1951   | 4 mois et 1 jour           |
| René Pleven                                                                             | II                | du 11 août 1951      | au 7 janvier 1952    | 4 mois et 27 jours         |
| Edgar Faure                                                                             | I                 | du 20 janvier 1952   | au 28 février 1952   | 1 mois et 8 jours          |
| Antoine Pinay                                                                           | I                 | du 8 mars 1952       | au 23 décembre 1952  | 9 mois et 15 jours         |
| René Mayer                                                                              | I                 | du 8 janvier 1953    | au 28 juin 1953      | 4 mois et 13 jours         |
| Joseph Laniel                                                                           | I                 | du 28 juin 1953      | au 16 janvier 1954   | 6 mois et 19 jours         |
| René Coty, président du 16 janvier 1954 au 8 janvier 1959                               |                   |                      |                      |                            |
| Joseph Laniel                                                                           | II                | du 16 janvier 1954   | au 12 juin 1954      | 4 mois et 27 jours         |
| Pierre Mendès France                                                                    | I                 | du 18 juin 1954      | au 5 février 1955    | 7 mois et 17 jours         |
| Edgar Faure                                                                             | II                | du 23 février 1955   | au 23 janvier 1956   | 11 mois                    |
| Guy Mollet                                                                              | I                 | du 2 février 1956    | au 21 mai 1957       | 1 an, 3 mois et 19 jours   |
| Maurice Bourgès-Maunoury                                                                | I                 | du 12 juin 1957      | au 30 septembre 1957 | 3 mois et 17 jours         |
| Félix Gaillard                                                                          | I                 | du 6 novembre 1957   | au 18 avril 1958     | 5 mois et 12 jours         |
| Pierre Pflimlin                                                                         | I                 | du 14 mai 1958       | au 28 mai 1958       | 14 jours                   |
| Charles de Gaulle                                                                       | III               | du 1er juin 1958     | au 8 janvier 1959    | 7 mois et 7 jours          |